# Mario Rossi (medico)
Mario Vittorio Rossi (Costa di Rovigo, 25 settembre 1925 – Roma, 21 settembre 1976) è stato un medico e attivista italiano, dal 1952 al 1954 presidente della Gioventù Italiana di Azione Cattolica.

## Biografia
Nato nel 1925 a Costa di Rovigo, compì gli studi nel capoluogo.
Laureatosi in medicina all'Università di Padova, nel 1948 fu eletto presidente diocesano della Gioventù maschile dell'Azione Cattolica di Rovigo.
Nel 1952 fu eletto presidente della GIAC, l'associazione giovanile dell'Azione Cattolica, appoggiato da mons. Giambattista Montini (che nel 1963 divenne papa con il nome di Paolo VI); si dimise nel 1954 in contrasto con il presidente nazionale dell'associazione, Luigi Gedda, il quale vedeva l'Azione Cattolica come un movimento che doveva contare per il numero di persone che poteva schierare in funzione elettorale, e per il suo sostegno a un'alleanza della DC con monarchici e missini, cosa alla quale Rossi si opponeva.
Le dimissioni di Rossi, il quale aveva cercato di fare in modo che l'associazione da lui presieduta rimanesse quanto più possibile indipendente dalla DC, innescarono una crisi associativa, cui fecero seguito l'abbandono dalle cariche di numerosi altri dirigenti locali.
La portata storica della crisi che coinvolse l'Azione Cattolica in quel periodo, e delle sue principali figure, in primis gli stessi Gedda e Rossi, sono state oggetto, o sono state citate, in vari studi e conferenze, tra cui si segnalano i convegni Mario Vittorio Rossi, un cattolico laico (Rovigo, 1999), Abitare la città. Sulle orme di Giuseppe Lazzati (Milano, 2008) e il libro La Gioventù Cattolica in cammino (Milano, 2003).